# 小沼文彦
小沼 文彦（こぬま ふみひこ、1916年3月21日 - 1998年11月30日）は、日本のロシア文学者。

## 人物・来歴
埼玉県浦和市（現さいたま市）生まれ。慶應義塾大学予科から文学部卒業。
予科時代に『罪と罰』を読んで感銘を受け、卒業後、ロシア語ができないままソ連に留学。
その後政府留学生として、1943年にブルガリア首都ソフィアのソフィア大学ロシア文学科を卒業。
敗戦後の一時期、ソ連に抑留され、約10年間外地に在住、帰国を共にした前夫人・菊池節子は、杉原千畝の義妹（姉幸子が夫人）。
帰国後は金沢大学や中央大学でロシア文学を教え、約30年かけ『ドストエフスキー全集』（筑摩書房）を個人全訳した。

## 著書
- 『ドストエフスキー』（日本基督教団出版局） 1977
- 『ドストエフスキーの顔』（筑摩書房） 1982
- 『随想 ドストエフスキー』（近代文芸社） 1997

- 「ドストエフスキー全集 別巻　ドストエフスキー研究」（筑摩書房） 1970。編者の一人

## 翻訳
- 『ガルシン選集』全4巻（ガルシン、世界文学社） 1947 - 1949
- 『ガルシン傑作集』（ガルシン、新潮文庫） 1951
- 『貴族の巣』（トゥルゲーニエフ、岩波文庫） 1952
- 『初恋・片恋』（トウルゲーニェフ、角川文庫） 1952、のち改版
- 『悲恋』（トウルゲーニェフ、早川書房） 1953
- 『隊長ブーリバ』（ゴーゴリ、筑摩書房） 1956
- 『苦悩の中をゆく』（アレクセイ・ニコライヴィッチ・トルストイ、角川文庫） 1957
- 『テンペスト』（プーシキン、三笠書房） 1959
- 『戦争と平和』縮約版 上・下（トルストイ、旺文社文庫）1965 - 1967
- 『大尉の娘 他 ビエールキン物語』（プーシキン、旺文社文庫） 1966
- 『赤い花・信号 他4編』（ガルシン、旺文社文庫） 1968
- 『スペードの女王』（プーシキン、旺文社文庫） 1969
- 『トルストイの言葉 人生の知恵』（編訳、彌生書房） 1973、新版1997
- 『人は何によって生きているか』（トルストイ、女子パウロ会） 1975、新版1993
- 『火をそのままにしておくと - 消せなくなる トルストイ民話集』（女子パウロ会） 1977
- 『ドストエフスキーの信仰』（A・ボイス=ギブソン、広瀬良一共訳、ヨルダン社） 1979
- 『ことばの日めくり』（トルストイ、編訳、女子パウロ会） 1980
- 『ドストエフスキーの「大審問官」』（J・S・ワッサーマン、冷牟田幸子共訳、ヨルダン社） 1981
- 『トルストイ　コンパクト評伝シリーズ』（H・ギフォード、広瀬良一共訳、教文館） 1993

### ドストエフスキー
- 『虐げられた人々』（ドストエフスキイ、三笠書房） 1950。岩波文庫 上・下 1953
- 『白痴』（ドストエフスキー、新潮文庫） 1951
- 『二重人格』（ドストイェーフスキー、岩波文庫） 1954
- 『罪と罰』抄訳（ドストイェフスキー、三笠書房） 1957
- 『カラマーゾフの兄弟』抄訳（ドストイェフスキー、三笠書房） 1958
- 『白夜』（ドストエフスキー、角川文庫） 1958、のち改版
- 『地下生活者の手記』（ドストエフスキー、筑摩書房、世界文学大系） 1960
- 『罪と罰』（ドストエフスキー、筑摩書房、世界名作全集） 1960
- 『ドストエフスキーの言葉  人生の知恵』（編訳、彌生書房） 1969、新版1997／ユナイテッド・ブックス 2010
- 「ドストエフスキー全集」 第1 - 11巻（筑摩書房） 1962 - 1963
- 「ドストエフスキー全集」 第15 - 17巻（筑摩書房） 1972 - 1975
- 「ドストエフスキー全集」 第12巻（筑摩書房） 1976
- 「ドストエフスキー全集」 第13 - 14巻（筑摩書房） 1980
- 「ドストエフスキー全集」 第18 - 20巻（筑摩書房） 1982 - 1991
- 『ドストエフスキー箴言と省察』（教文館） 1985
- 『ドストエフスキー未公刊ノート』（筑摩書房） 1997
- 『作家の日記』全6巻（ドストエフスキー、ちくま学芸文庫） 1997 - 1998 -「全集」版を改訂